# Cementiri dels anglesos
El cementeri anglès de Menorca, localment també conegut com a cementiri dels anglesos, és un cementiri situat al port de Maó creat arran de l'activitat naval dels Estats Units, que data de principis del segle xix. Hi ha enterrats vint membres de la Marina dels Estats Units, la dona d'un dels mariners i altres persones desconegudes.

## Història
A mesura que els Estats Units anaren avançant en el comerç i influència internacional després de la guerra de 1812, la seva marina desenvolupà una base natural d'operacions europea, a l'extrem oriental de la travessia transatlàntica a Gibraltar. Els sentiments trobats i persistents de la guerra, emperò, van dificultar la compartició del port maonès amb els britànics, fent que les operacions es traslladassin a Menorca l'any 1820. Així idò, si bé el nom del recinte duu el gentilici anglès, açò no deriva necessàriament de la nacionalitat d'aquells que hi foren enterrats, sinó pel caràcter no-catòlic de la seva religió.
La creació d'instal·lacions mèdiques i cementiris eren pràctiques naturals en les bases d'entrenament en temps de pau a l'estranger. En el cas maonès s'hi enterraren principalment estatunidencs que havien mort a causa de malalties o ferides. Això no obstant, també s'hi donà sepultura a mariners no-catòlics d'altres nacionalitats. El darrer enterrament que se'n té constància és el del tinent Karl von Bunsen, de la família alemanya a associada a l'invenció del bec de Bunsen. El caràcter dels enterraments seria variat, tant pel que fa al manteniment de registres com la creació i manteniment de les làpides. El cementiri tindria una importància central durant la visita, el 1868, del primer almirall de la marina dels Estats Units i heroi naval durant la Guerra Civil nord-americana, David Farragut, el pare del qual fou nat a Ciutadella. Després de la seva visita, Menorca i el seu cementiri van perdre importància i van caure en l'abandó. El seu manteniment seria fruit de les visites ocasionals de mariners de qualsevol nacionalitat que anassin a parar a l'illa.
El 1965, Jim Maps, historiador aficionat nord-americà i resident a Menorca, va publicar un article sobre el cementiri a la revista d'història naval American Neptune. El seu objectiu era que la marina dels Estats Units assumissin la responsabilitat del seu manteniment. Si bé açò mai no va ocórrer, alguns mariners d'un vaixell nord-americà que freqüentava l'illa van començar a mantenir el recinte. Finalment, el cementiri va quedar sota la cura extraoficial del Consell de Madrid de la Lliga de la Marina dels Estats Units. Cooperant amb el dit Consell, el Govern d'Espanya va dur a terme, el 2008, una important restauració, incloent un reforçament de les parets i la protecció de la mar. Els membres de la delegació madrilenya de la Lliga de la Marina solen visitar el cementiri de manera anual, coincidint amb la celebració del Dia dels Caiguts (o "Memorial Day") dels Estats Units.